# Tatiana Stiajkina
Tatiana Stiajkina née le 10 avril 1977, est une coureuse cycliste ukrainienne. Elle a été championne d'Europe sur route et du contre-la-montre espoirs en 1999, deux fois championne d'Ukraine sur route et du contre-la-montre, et a remporté le Trophée d'Or féminin en 2002 et l'Eko Tour Dookola Polski en 2003.

## Palmarès
- 1997
  - Interreg Drie Landen Ronde :
    - Classement général
    - Prologue et 1re étape

  - Prologue du Tour de Toscane féminin-Mémorial Michela Fanini
  - 2e du Tour de Toscane féminin-Mémorial Michela Fanini
  - 2e du championnat d'Europe sur route espoirs
- 1999
  -  Championne d'Europe du contre-la-montre espoirs
  -  Championne d'Europe sur route espoirs
  - 2e du Gracia Orlova
  - 2e du Trofeo Mamma e Papa Boni
  - 3e du Tour de Suisse
  - 4e du championnat du monde sur route
- 2000
  - 8e étape du Tour de l'Aude cycliste féminin
  - 4e étape du Tour de Suisse
  - 2e du Grand Prix du canton d'Argovie
  - 3e du Tour de Navarre
  - 10e du championnat du monde sur route
- 2001
  -  Championne d'Ukraine sur route
  - 2e étape de l'Interreg Drie Landen Ronde
  - 2e du championnat d'Ukraine du contre-la-montre
- 2002
  -  Championne d'Ukraine du contre-la-montre
  - Trophée d'Or féminin :
    - Classement général
    - 2e, 5e et 6e étapes

  - 2e du championnat d'Ukraine sur route
- 2003
  - Eko Tour Dookola Polski :
    - Classement général
    - 2e étape
- 2006
  - 2e du championnat d'Ukraine du contre-la-montre
  - 2e du Trophée d'Or féminin
- 2007
  - GP De Santa Ana
  - 1re étape du Tour du Salvador
  - 2e du Tour du Salvador
- 2008
  -  Championne d'Ukraine sur route
  -  Championne d'Ukraine du contre-la-montre
  - Tour du Salvador :
    - Classement général
    - 5e étape

  - 2e du GP De Santa Ana
  - 2e de la Vuelta a Occidente